# Rijnland Groep
De Rijnland Groep (sic, Engels: Rijnland Group) is een groep gesteentelagen uit de Nederlandse lithostratigrafie, die voorkomen in de ondergrond van Nederland en de Noordzee. De groep bestaat uit mariene afzettingen uit het Vroeg-Krijt. De betreffende lagen liggen op de meeste plaatsen een paar kilometer diep, maar naar het oosten van Nederland wordt dit minder. Lagen van vergelijkbare ouderdom, zoals de Bentheimer Zandsteen, dagzomen vlak over de grens in Duitsland.
De Rijnland-groep bestaat uit drie formaties. De Vlieland Kleisteen en de Vlieland Zandsteen komen vertand voor, hoewel de laatste meestal onderop ligt. Deze twee formaties kunnen ouderdommen van Valanginien tot Barremien hebben (140 - 125 miljoen jaar oud). De daarboven liggende Formatie van Holland bestaat uit mergels, kleien en zanden van Aptien en Albien ouderdom (125 - 100 miljoen jaar oud).
De Rijnland Groep kan tot meer dan een kilometer dik zijn in het West-Nederlands Bekken. Ook in het Centraal-Nederlands Bekken en het Nedersaksisch Bekken komt de groep voor, maar daar is ze minder dik. In de Roerdalslenk ontbreekt ze zelfs geheel. Dit is het gevolg van latere tektonische beweging en erosie, oorspronkelijk werd de groep overal afgezet. In het Nedersaksisch Bekken ligt de groep bovenop afzettingen van de Nedersaksen Groep (kust- en ondiep mariene afzettingen uit het Laat-Jura). In het West-Nederlands Bekken, het Breeveertien Bekken onder de Noordzee en het Vlieland Bekken onder het noorden van Nederland ligt de Rijnland Groep gedeeltelijk vertand op de Schieland Groep (continentale afzettingen uit het Laat-Jura en Vroeg-Krijt). In het Nederlandse deel van de Central Graben onder de Noordzee komt de Rijnland Groep ook voor, hier ligt ze over de Scruff Group (mariene afzettingen uit het Laat-Jura).
Boven op de Rijnland Groep liggen normaal gesproken afzettingen uit de Krijtkalk Groep (mariene kalksteen, zandsteen en mergel uit het Laat-Krijt).
De zandsteenlagen uit de Rijnland Groep vormen een belangrijk reservoirgesteente voor olie en gas.